# Dassel
Dassel település Németországban, azon belül Alsó-Szászország tartományban. Lakosainak száma 9754 fő (2023. december 31.).

## Népesség
A település népességének változása:
| Lakosok száma | 9860 | 9659 | 9604 | 9511 | 9698 | 9754 |
|               | 2014 | 2017 | 2019 | 2021 | 2022 | 2023 |